# Ptichodis bifasciata
Ptichodis bifasciata är en fjärilsart som beskrevs av Bates 1886. Ptichodis bifasciata ingår i släktet Ptichodis och familjen nattflyn. Inga underarter finns listade.